# Peter de Jong (komiek)

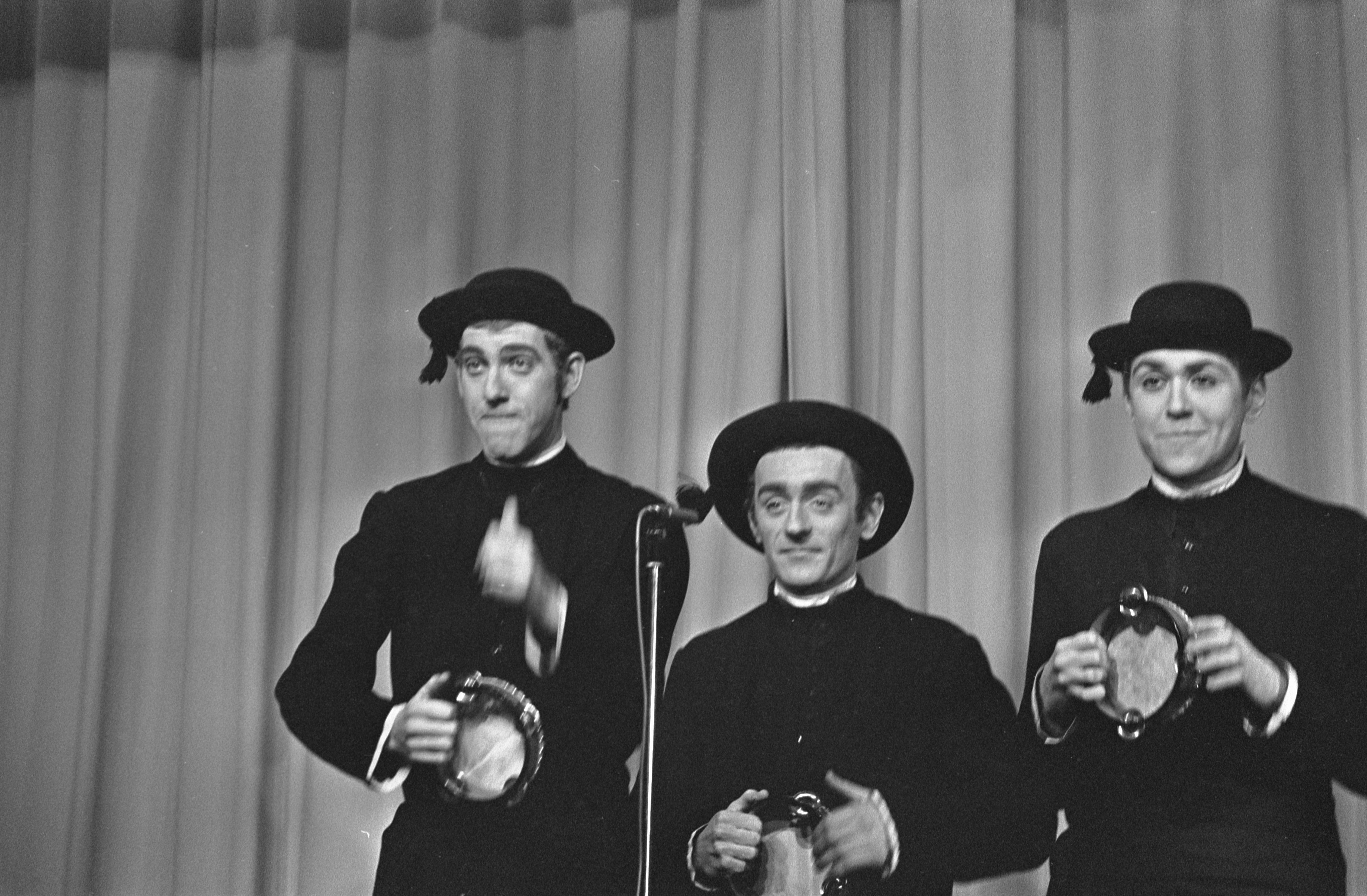
Peter de Jong, Karel de Rooij en Nico van Hulst tijdens opnamen van het programma Bij Dorus Op Schoot in 1968

Peter de Jong (Amsterdam, 7 december 1947) is een Nederlandse komiek. Hij is vooral bekend van zijn rol als Maxi in het cabaretduo Mini & Maxi, samen met Karel de Rooij.
Aan het begin van hun carrière traden ze op met Tom Manders (Dorus). In 2003 werd Peter de Jong getroffen door een dubbele nekhernia. Veel voorstellingen moesten daarom afgezegd worden. In februari 2004 werd bekendgemaakt dat het duo Mini & Maxi uit elkaar ging.
Nadat ze moesten stoppen als Mini & Maxi, bleven De Rooij en De Jong samen optreden. Ze stonden in 2004 en 2005 op het podium met een enscenering van Wachten op Godot van de schrijver Samuel Beckett door het Nationale Toneel. Het tweede jaar was het zelfs een 'Topstuk'. Na Wachten op Godot, zijn ze in 2006 wederom samen het podium opgegaan, nu met een enscenering van The Sunshine Boys, een tragikomedie over een variétéduo dat na jaren ruzie probeert nog één keer samen op te treden en in 2009 in De ingebeelde ziekte van Moliere door De Utrechtse Spelen. In 2010 speelden ze mee in het ballet Don Quichot door Het Nationale Ballet als Don Quichot en knecht Sancho Panza. In 2013 ontvingen ze de Blijvend applaus prijs; enigszins voorbarig, zo bleek, want in 2015 kwamen ze toch terug met hun nieuwe voorstelling NU!.
De Jong treedt ook op als adviseur van de Ashton Brothers en De jongens.